# Haus Heydenreich (Weimar)

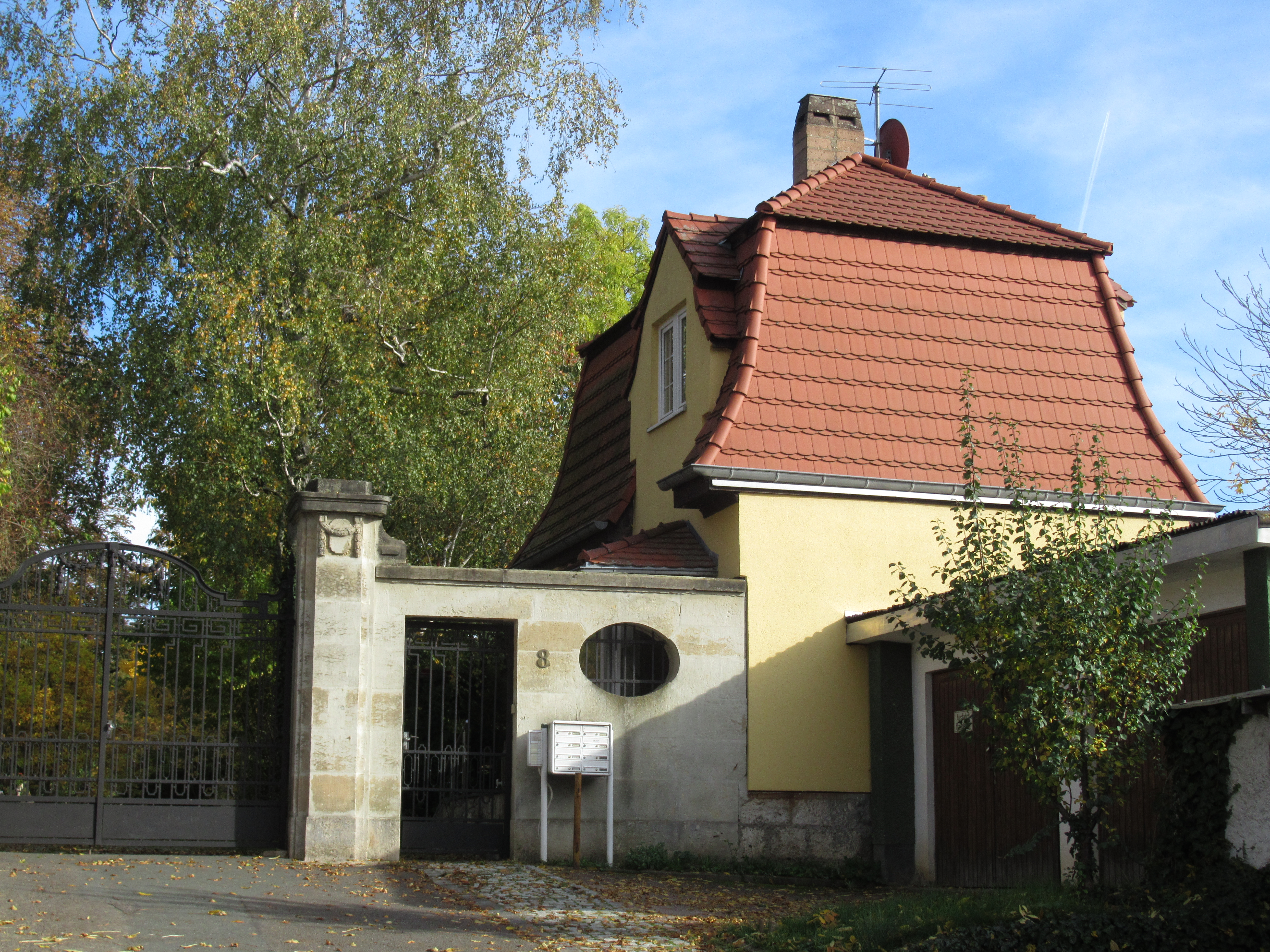
Toreingang zum Haus Heydenreich

Das Haus Heydenreich oder Herrenhaus im Weimarer Ortsteil Oberweimar ist eine Anlage mit Garten, Gartenhaus und Pförtnerhaus. Sie befindet sich in der Martin-Luther-Straße 8. 
Dieses Haus war das des Begründers der Brauerei Weimar-Ehringsdorf und Rittergutsbesitzers Carl Friedrich Heinrich Heydenreich (1795–1840) bzw. dessen Sohn Bernhard August Richard Heydenreich (1833–1913). Es dient heute als Hotel. Der Garten ist eher als eine Parkanlage zu verstehen. Der Entwurf des Herrenhauses wurde von Bruno Röhr vor 1908 erstellt.
Dieses Haus steht auf der Liste der Kulturdenkmale in Oberweimar (Thüringen).
Koordinaten: 50° 58′ 1,2″ N, 11° 20′ 47,8″ O